# Rohit Dahiya
Rohit Dahiya (ur. 2003) – indyjski zapaśnik walczący w stylu klasycznym. Zajął 28. miejsce na mistrzostwach świata w 2024. 
Brązowy medalista mistrzostw Azji w 2023, piąty w 2024. Wicemistrz Azji U-23 w 2022. Trzeci na MŚ juniorów w 2022 i mistrzostwach Azji w 2022 i 2023 roku.